# Iñigo Ruiz de Galarreta Etxeberria
Iñigo Ruiz de Galarreta Etxeberria (Eibar, Guipúscoa, País Basc, 6 d'agost de 1993), conegut esportivament com a Galarreta, és un futbolista basc que juga com a migcampista a l'Athletic Club.

## Trajectòria
Format al planter de l'Athletic Club, Ruiz de Galarreta va arribar a guanyar una Copa del Rei Juvenil de Futbol el 2010. Entre 2011 i 2013 va alternar el Bilbao Athletic i el primer equip entrenat per Marcelo Bielsa. Va debutar amb el primer equip, vestint el dorsal «27», el 14 de desembre de 2011, en els minuts finals del partit de la UEFA Europa League enfront del Paris Saint-Germain, al Parc dels Prínceps. La temporada 2012-13 va començar formant part del primer equip, però va patir una lesió que li va fer perdre's gran part de la temporada. Al final de la mateixa va jugar alguns partits amb el filial per recuperar la forma.
Per a la temporada 2013-14 va ser cedit al Club Deportivo Mirandés de Segona Divisió, amb el qual va començar fent un gran paper sent titular indiscutible, però al novembre de 2013 va sofrir una greu lesió en el lligament creuat anterior de la seva cama dreta, de la qual el van haver d'operar i es va perdre la resta de la temporada. La cessió es va cancel·lar i el jugador va tornar a l'Athletic. Ja en la primavera de 2014, va començar a entrenar-se a poc a poc amb el primer equip, amb l'objectiu d'estar preparat per a l'inici de la pretemporada. Després de realitzar la pretemporada 2014-15 amb l'Athletic, va ser cedit al Reial Saragossa de Segona Divisió perquè continués amb la seva progressió des d'on la va deixar l'any anterior, abans de caure lesionat. Amb l'equip aragonès va ser titular durant gairebé tota la temporada, arribant a jugar 41 partits, inclòs el play-off d'ascens. No obstant això, solia ser substituït poc després d'iniciar la segona meitat dels partits.El juliol del 2015 va tornar a l'Athletic Club, amb el qual va realitzar la pretemporada, encara que sense tenir massa minuts. Va ser inscrit en la llista per a la fase prèvia de l'Europa League, amb el número 28, però finalment va ser cedit al Club Deportivo Leganés de Segona Divisió, al costat des seus excompanys de l'Athletic; Serantes, Albizua, Eizmendi, Bustinza i Guillermo, aquests dos últims cedits també.
El juny de 2016, l'Athletic li va comunicar que no seguiria comptant amb ell i li van donar la carta de llibertat. Setmanes després es va confirmar el seu fitxatge pel CD Numància. Va ser triat el millor jugador de la temporada de l'equip.
El 17 de juliol de 2017, va fitxar pel FC Barcelona B a canvi de 700.000 euros. El 16 de maig de 2018 va debutar en un amistós a Sud-àfrica amb el FC Barcelona de la mà d'Ernesto Valverde. Va ser substituït per Leo Messi en el minut 73 de partit davant el Mamelodi Sundowns.Amb el filial blaugrana va acabar descendint a Segona B.
El 7 d'agost de 2018 es va fer oficial el seu traspàs a la UD Las Palmas a canvi de 500.000 euros més 200.000 en variables. Un any més tard, el 2 de setembre, va signar un contracte de quatre temporades amb el RCD Mallorca encara que va ser cedit al club canari. Va assolir una altra promoció la temporada 2020–21, en què va jugar 21 partits.
Ruiz de Galarreta va retornar a l'Athletic, el seu primer club, el 7 de juny de 2023, amb contracte per dos anys.

## Palmarès
Athletic Club
- Copa del Rei: 2024[11]